# Lety, Písek
Lety là một làng thuộc huyện Písek, vùng Jihočeský, Cộng hòa Séc.